# Elena Smirnova
Pour les articles homonymes, voir Smirnova.
Elena Aleksandrovna Smirnova est une danseuse russe née à Saint-Pétersbourg le 25 mars ou le 6 mai 1888 (18 mai dans le calendrier grégorien) et décédée à Buenos Aires le 15 janvier 1934.

## Biographie
Elle a étudié à l'école impériale de Saint-Pétersbourg avec Michel Fokine et Varvara Nikitina, et avec Enrico Cecchetti et Nicolas Legat. Elle a dansé Acis et Galatée (Fokine) et a été la partenaire de Vaslav Nijinski quand il a eu terminé ses études. Elle est engagée ensuite au ballet du Théâtre Mariinsky et c'est ainsi qu'elle danse pour les Ballets russes de Serge de Diaghilev pendant la saison 1909 (Les Danses polovtsiennes du Prince Igor, Le Pavillon d'Armide (la confidente), Le Festin et Les Sylphides).
Elle poursuit sa carrière au Ballet impérial où elle danse le répertoire de Marius Petipa et de Lev Ivanov, ainsi que le Don Quichotte de Gorsky (excellent selon les critiques russes).
En 1914 elle commence une carrière professionnelle dans le cinéma muet russe avec le fameux réalisateur Ievgueni Bauer (Les Enfants de la grande ville, etc.) ainsi qu'avec l'acteur comique Konstantin Varlamov. Elle assiste ensuite son fiancé Boris Georgievich Romanov au Letnij Théâtre Minjatur où elle danse Tanec Satirov et Nojkturn Slepogo Pierrota. Ses partenaires habituels sont Andrianov et Anatoli Obukhov.
Elle se marie avec Romanov en 1920 et ils quittent clandestinement la Russie avec Oboukhov et quelques artistes amis. Ils dansent en Roumanie puis à Berlin où ils fondent le Théâtre romantique russe (1921) avec la danseuse allemande Elsa Kruger. Pendant 5 années, la compagnie rencontre le succès, surtout à Paris en 1924 au Théâtre des Champs-Élysées dans la Giselle de Romanov, avec Smirnova en Giselle et Oboukhov en Albert.
En 1926, Smirnova est malade et elle doit être opérée d'urgence.
La compagnie se dissout et, en 1928, Smirnova, Romanov et Oboukhov sont à Buenos Aires où elle danse pour la dernière fois au Teatro Colón. Puis elle enseigne la danse classique au Conservatoire national de musique (section danse) : Maria Ruanova et d'autres danseurs argentins sont ses élèves.
Toujours malade, elle meurt au mois de janvier 1934.